# Barranco de los Asensios
Barranco de los Asensios es una localidad de la pedanía de Los Arejos, en el municipio de Águilas (Región de Murcia) España. Se encuentra en plena carretera nacional N-332 entre Águilas y Mazarrón, en la Sierra de la Almenara, dentro del mismo parque natural, y cuenta con una población de 13 hab. Celebra fiestas en honor a su patrona la Virgen de Fátima.
- Datos: Q5550188